# Stazione di Pescocanale
La stazione di Pescocanale è una fermata ferroviaria, ubicata lungo la ferrovia Avezzano-Roccasecca, a servizio di Pescocanale, frazione del comune di Capistrello.

## Strutture e impianti
Il fabbricato viaggiatori è strutturato su un livello ed ospita una mera sala d'aspetto ed una validatrice.

## Movimento
Il servizio è svolto da Trenitalia secondo il contratto di servizio stipulato con la Regione Abruzzo. In totale sono circa 9 i treni che effettuano fermata giornaliera presso la stazione, con destinazioni principali Avezzano e Cassino.
Nell'estate del 2022 la Stazione, insieme all'intera linea, è stata interessata da lavori di rinnovo dell'armamento e attrezzaggio propedeutico per l'installazione del sistema di segnalamento di ultima generazione di tipo ETCS Regional livello 2/3, che verrà ultimato negli anni successivi.

## Servizi
- Sala d'attesa